# CS Alliance 01 Luxemburg
CS Alliance 01 Luxemburg was een Luxemburgse voetbalclub uit de hoofdstad Luxemburg.
De club werd in 2001 opgericht door een fusie tussen Aris Bonnevoie en CS Hollerich. Aris was een grote naam in het Luxemburgse voetbal en had al drie landstitels gewonnen. De laatste jaren was de club echter in verval en speelde, net zoals CS Hollerich, in de tweede klasse. In het eerste jaar in de tweede klasse werd de club gedeeld vierde. Het volgende seizoen werd Alliance vijfde. In 2003/04 werd de club kampioen, zij het met evenveel punten als CS Pétange en promoveerde zo naar de Nationaldivision.
In het eerste seizoen in de hoogste klasse werd de club zevende. Onder aan de rangschikking stonden Union Luxemburg en Spora Luxemburg, twee grote topclubs uit het verleden. Alliance besloot met de twee clubs te fuseren en werd zo de nieuwe fusieclub Racing FC Union Luxemburg.